# Valentin Vinnichenko
Valentin Ruslanovich Vinnichenko (tiếng Nga: Валентин Русланович Винниченко; sinh ngày 21 tháng 4 năm 1995) là một cầu thủ bóng đá người Nga. Anh thi đấu cho FC Kazanka Moskva.

## Sự nghiệp câu lạc bộ
Anh có màn ra mắt tại Giải bóng đá Quốc gia Nga cho F.K. Torpedo Armavir vào ngày 20 tháng 3 năm 2016 trong trận đấu với FC Gazovik Orenburg.